# Delitti bestiali
Delitti bestiali è una raccolta di racconti di Patricia Highsmith, pubblicata nel 1975. In Italia è stata tradotta da Doretta Gelmini e pubblicata  da Bompiani nel 1984 (e successive ristampe). Tutti i racconti (tranne uno) vedono come protagonisti animali che si ribellano agli uomini, quasi sempre con esiti drammatici.
Il libro è stato tradotto in numerose lingue occidentali e orientali.

## Racconti
- L'ultimo spettacolo di Ballerina
- La vendetta di Djemal
- Condannato a restare con Bubsy
- La più grossa preda di Ming
- In piena stagione di tartufi
- Il topo più coraggioso di Venezia
- Il cavallo macchina
- La resa dei conti
- Riflessioni di uno scarafaggio
- Eddie e i furti da scimmia
- Dalla parte dei criceti
- Harry il furetto
- La corsa della capra

## Edizioni in italiano
- Patricia Highsmith, Delitti bestiali, Sonzogno, Milano 1984
- Patricia Highsmith, Delitti bestiali, Euroclub Italia, Milano 1984
- Patricia Highsmith, Delitti bestiali, Bompiani, Milano 1984
- Patricia Highsmith, Delitti bestiali, trad. di Doretta Gelmini, Bompiani, Milano 1987
- Patricia Highsmith, Delitti bestiali, Fabbri, Milano ©1994
- Patricia Highsmith, Delitti bestiali, Tascabili Bompiani, Milano 2000
- Patricia Highsmith, Delitti bestiali, traduzione di Doretta Gelmini, Bompiani, Milano 2007
- Patricia Highsmith, Delitti bestiali, legge: Stefano Cazzador, Centro Internazionale del Libro Parlato, Feltre 2012
- Patricia Highsmith, Delitti bestiali, traduzione di Doretta Gelmini, Bompiani : Corriere della sera, Milano 2012
- Patricia Highsmith, Delitti bestiali, traduzione di Doretta Gelmini, pp. 253, La Nave di Teseo, Milano 2022